# ديريغو للصحة
وكالة ديريغو الصحية (المعروفه احيانا باسم ''ديريغو للصحة'') هي وكالة حكومية تديرها ولاية «مين» في الولايات المتحدة. وتشرف على برنامج التأمين الصحي المدعوم من الدولة، (اختيار ديريغو).  تم إطلاق البرنامج في عام 2005، وأخذ اسمه من شعار ولاية «مين»، ديريغو: وهي عبارة لاتينية تعني «أنا أقود». انتهى البرنامج في 31 ديسمبر 2013 بتطبيق قانون الرعاية بأسعار معقولة (المعروف أيضًا باسم اوباما _كير)
 

## الاصل
تم إنشاء (''ديريغو للصحه'') كجزء من القانون العام رقم (469) في ولاية «مين»، والمعروف أيضًا باسم قانون ديريغو لإصلاح الصحة. تم تقديمه في الأصل إلى الهيئة التشريعية في ولاية «مين» من قبل الحاكم جون بالداتشي في مايو 2003 وأصبح قانونًا في يونيو 2003.
القانون هو عباره عن إصلاح شامل لنظام الرعاية الصحية في الولاية، ويتناول التكلفة والجودة والوصول.
بالتعاون مع (اختيار ديريغو)، تم أنشاء منتدى مين للجودة، وايجاد خطة صحية للدولة من خلال وضع تدابير للحد من نمو تكاليف الرعاية الصحية في ولاية “مين” ، والتي تشمل مطالبة المستشفيات بالتطوع من اجل تغطية زيادات التكلفة السنوية بنسبة 3 ٪ سنويًا.وهوامش تشغيلها عند 3.5٪ سنوياً. كما وسع القانون برنامج{ميديكيد} في الولاية.
 
 

## اختيار ديريغو
اختيار ديريغو: هو برنامج تأمين صحي مدعوم متاح لشركات الأعمال التي يعمل بها أقل من 50 موظفًا، والعاملين لحسابهم الخاص، وغيرهم من الأفراد. يتم تمويل البرنامج من خلال منحة لمرة واحدة بقيمة «53 مليون دولار» من الدولة، ومساهمات مدراء العمل والموظفين، ومدفوعات ميديكيد، والتقييم المستمر على جهات التأمين المعروفة باسم «مدفوعات تعويضات الادخار» على أساس المدخرات المنسوبة إلى ديريغو.
في عام 2002، قدر أن أكثر من 100.000 من سكان مين كانوا غير مؤمن عليهم. ما يقرب من 80٪ من المنتسبين لديهم دخل عائلي أقل من 300٪ من مستوى الفقر الفيدرالي. تم تسجيل 700 من أصحاب العمل الصغار في    اختيار ديريغو، وهو ما يمثل 2.5٪ من الشركات المؤهلة. يبدو أن العائق
الأساسي لصغار مدراء العمل هو السعر. كانت عائدات البرنامج أقل من المتوقع، مما خلق ضغطًا سياسيًا للعثور على مصادر تمويل أخرى.
 
أصبحت جامعة هارفارد بيلجريم للرعاية الصحية شركة التأمين على   ديريغو عتبارًا من 1 يناير 2008.
تم وضع حد أقصى للتسجيل في سبتمبر 2007  والذي ظل قائماً حتى تقرير التسجيل في نوفمبر 2009.
 
 

## الجدل
على الرغم من أن مؤيدي التشريع الذي أنشأ الوكالة توقعوا أنه يمكن أن يغطي 31000 من سكان مين غير المؤمن عليهم سابقًا في عامه الأول، كان الرقم الفعلي خلال الأشهر الإثني عشر الأولى للبرنامج 8,600. 
بعد خمسة عشر شهرًا، ارتفع معدل الالتحاق إلى 9800. والتحق 4900 شخص إضافي بتوسيع برنامج ميديكيد. يقول«آنثم»، الناقل الأولي لـ اختيار ديريغو  , أن معدلات الالتحاق بالبرنامج أعلى بكثير من برامج التأمين الجديدة الأخرى.
 
تم اتهام مجلس إدارة وكالة الصحة في ديريغو بتضخيم مدخرات التكلفة من البرنامج لزيادة المبلغ الذي يمكن للدولة استرداده من خلال،
ومع ذلك، فقد قرر المشرف على الولاية تحديد المدخرات النهائية البالغ 43.7 مليون دولار التأمين. جاء قراره بعد مراجعة مستقلة وشاملة للشهادة المقدمة خلال جلسة استماع قضائية من المعارضين ومؤيدي ديريغو.
العديد من المنظمات داخل الولاية، بما في ذلك، غرفة تجارة ولاية مين، وجمعية مين للخطط الصحية، التي ينتمي إليها  «آنثم»، قامت باتخاذ إجراءات قانونية ضد الدولة للدفع بأن يتم حسابها وتقييمها بشكل غير صحيح.
 
 

## روابط إضافية
- Dirigo Health
- State Senator Peter Mills on Dirigo Health